# 坑子口 (桃園市)
坑子口，原寫為坑仔口，是台灣桃園市蘆竹區的一個地名，位於該區最北端。相較於今日行政區，其範圍大致包括濱海里、海湖里、坑口里、山腳里最西端。

## 歷史
台灣清治末期至日治前期，坑子口地區為一街庄，稱為「坑仔口庄」，隸屬於八里坌堡。該庄東與小南灣庄為鄰，東南與坑仔外庄為鄰，南邊一小段與南崁內厝庄交界，西邊為竹圍庄，西北邊一小段與沙崙庄交界，北邊臨海。
1920年（日治大正九年），該庄改制並雅化為「坑子口」大字，隸屬於新竹州桃園郡蘆竹庄，大字下有「後壁厝」、「頭前」、「海湖」小字名。戰後蘆竹庄改制為蘆竹鄉，隸屬於桃園縣，大字亦改制為村。2014年12月桃園縣改制為桃園市，蘆竹鄉改制為蘆竹區，村改制為里。

## 交通
省道台61線即西部濱海快速公路，經過坑子口地區北部海邊地帶，由此可快速前往臺灣西部沿海各地。省道台15線亦經過本地區北部，東半段與省道台61線共線，西半段於出水仔附近分開，往西南方向大致與台61線平行。
縣道108號以本地區的海湖為端點，往東南可前往林口、五股、三重等地。

## 學校
- 海湖國小